# Hispanobrya barrancoi
Genre
Espèce
Hispanobrya barrancoi, unique représentant du genre Hispanobrya, est une espèce de collemboles de la famille des Orchesellidae.

## Distribution
Cette espèce est endémique d'Andalousie en Espagne Elle a été découverte dans le Paraje Natural Karst en Yesos à Sorbas dans la Sierra de Gádor dans la province d'Almería.

## Description
Hispanobrya barrancoi mesure de 0,7 à 1,0 mm.

## Étymologie
Cette espèce est nommée en l'honneur de Pablo Barranco.

## Publication originale
- Baquero, Martínez, Christiansen & Jordana, 2005 : A new genus and species of Entomobryidae (Collembola, Entomobryomorpha) from the Iberian Peninsula. Entomological News, vol. 115, no 4, p. 229-235 (texte intégral).